# آنتس اسکولا
آنتس اسکولا (استونیایی: Ants Eskola; ۴ فوریهٔ ۱۹۰۸ – ۱۴ دسامبر ۱۹۸۹) بازیگر و خواننده اهل شوروی و استونی بود. 
وی همچنین برندهٔ جوایزی همچون جایزه هنرمند مردمی اتحاد جماهیر شوروی و نشان پرچم سرخ کار شده‌است.